# João de Deus Sepúlveda
João de Deus Sepúlveda (fl. XVIII secolo) è stato un pittore brasiliano, vissuto in Pernambuco nella seconda metà del XVIII secolo.
Fu un importante artista del Brasile coloniale. Sue opere sono presenti nelle chiese di Santa Teresa del Terz'Ordine carmelitano, di San Pietro dei Chierici e di Nostra Signora della Concezione dei Militari, tutte a Recife.

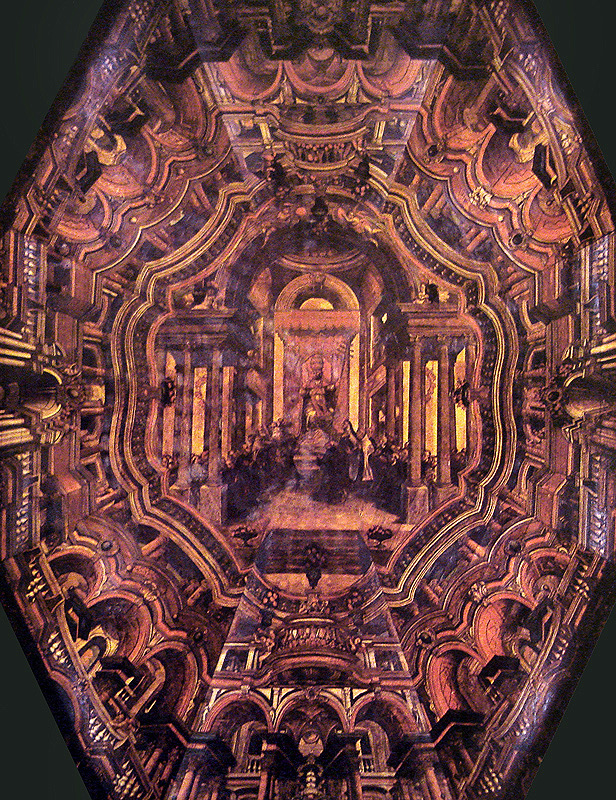
Il soffitto di Sepúlveda nella Concattedrale di San Pietro dei Chierici, di Recife, raffigura San Pietro come pontefice.

## Biografia
Proveniente da una famiglia di artisti, João de Deus Sepúlveda fu il pittore pernambucano più importante del XVIII secolo. Probabilmente nacque nel primo terzo del secolo, era anche musicista e sembra che abbia seguito la carriera militare, poiché nei documenti è indicata a volte come "Tenente João de Deus Sepúlveda". La prima sua opera di cui si ha notizia è un ciclo sulla vita di Santa Teresa, nella chiesa del Terz'Ordine carmelitano, oggetto di tre contratti firmati dall'artista e la confraternita della chiesa fra il 1760 e il 1761. Pochi anni dopo, il 14 giugno 1764, Sepúlveda firmò un altro contratto con la Confraternita di San Pietro, per dipingere l'enorme soffitto della chiesa di San Pietro dei Chierici, lavoro che lo tenne impegnato per circa quattro anni e ha per tema "San Pietro che benedice il mondo cattolico".
A Sepúlveda è attribuito anche il soffitto della chiesa di Nostra Signora della Concezione dei Militari, commissionato nel 1781 dal governatore José César de Menezes: rappresenta la Battaglia dei Guararapes. Si tratta di un'opera di qualità eccezionale, soprattutto per la vivacità della scena evocata, a cui non manca il riferimento all'intervento miracoloso della Vergine Maria a favore dei portoghesi.